# Veselchaki
Veselchaki (en ruso: Весельчаки, romanizado: Veselchaki) es una película de comedia dramática de 2009, debut como director de largometrajes de Felix Mikhailov. Ha sido descrita como la primera película rusa sobre drag queens.   
Se proyectó en el Festival Internacional de Cine de Berlín de 2010,  y también fue la primera película rusa elegida como película de apertura de la sección Panorama del festival. 

## Trama
La acción tiene lugar a finales de la década de 1990 en Moscú, Rusia. En el centro de la película se encuentra el difícil destino de cinco artistas drag, que se conocen en un restaurante después de la disolución de su grupo creativo. Se turnan para dar una entrevista a un joven periodista quien, después de dejarse llevar por sus interesantes historias, olvida para siempre el propósito de la conversación. Cada uno tiene su propia manera de entrar en un espectáculo de drag, cada uno tiene sus propios objetivos en la vida, cada uno tiene su propio destino.

## Reparto
- Ville Haapasalo como Rosa (Rosolinda Stein), Robert
- Danila Kozlovsky como Lusya (Lyusya Mohnataya), Dima
- Ivan Nikolayev como Gelya (Gertrude Moscú), Gene
- Pavel Bryun como Lara (Lara Conti), Alexey Viktorovich Gusev
- Alexey Klimushkin como Fira (Felomena Bezrodnaya)
- Renata Litvinova como Yevgenia, esposa de Rosa
- Ingeborga Dapkunaite como Margot, madre de Gena
- Alyona Babenko como Alvetochka, periodista de la publicación City News
- Yevgenia Dobrovolskaya como Valentina, madre de Lusya
- Mariya Shalayeva como Sasha, hija de Rosa
- Alexey Mokhov como Ponomarin
- Sergei Brun como Alexei Gusev (Lara en su juventud)
- Andrey Rudensky como Gosha

## Producción
La idea de la película nació de historias reales de artistas drag que el director Felix Mikhailov conoció en un club nocturno. El proyecto tardó diez años en hacerse realidad porque en Rusia rara vez se producen películas relacionadas con la comunidad LGBT. 
Mientras trabajaba en su papel, el actor Danila Kozlovsky observó una dieta estricta y estudió cuidadosamente grabaciones documentales de espectáculos de drag y ensayos con el director de la película. 
Cuando toda la película estaba casi terminada pero parecía que todavía faltaba algo, contrataron a Alyona Babenko para el papel de periodista que entrevista a los artistas. 
La directora Renata Litvinova dio algunos consejos a Mikhailov sobre el guion.

## Nominaciones
La película fue nominada al premio Pájaro Carpintero de Oro, el equivalente a los Golden Raspberry estadounidenses, por los logros más cuestionables del cine en Rusia.